# Patrícia Poeta
Patrícia Poeta Pfingstag (São Jerônimo, 19 de outubro de 1976) é uma jornalista, apresentadora e empresária brasileira.
Além de apresentadora do Encontro com Patrícia Poeta,  é empresária, sendo proprietária da Poetica Comunicação, no bairro de Ipanema, no Rio, a empresa trabalha com espetáculos e artes cênicas. 

## Biografia e carreira
Filha dos advogados Ivo Barcellos Pfingstag e Maria de Fátima Poeta Pfingstag, nasceu e cresceu em São Jerônimo, na Região Metropolitana de Porto Alegre. Tem duas irmãs, sendo ela a mais velha: Paula, que trabalha como advogada, e Paloma, que atua como jornalista e repórter.
Patrícia formou-se na faculdade de Comunicação Social da PUC-RS em 1998. Começou a trabalhar na TV Bandeirantes Rio Grande do Sul cobrindo férias de repórteres e, posteriormente, apresentando telejornal na hora do almoço. Um ano depois, enviou material com amostras de seu trabalho para emissoras de televisão de São Paulo.
Em 2000, foi contratada pela TV Globo São Paulo para apresentar a previsão do tempo dos telejornais, inclusive de rede, e acumulou as funções de repórter e apresentadora. Em 2001, foi efetivada na apresentação do SPTV - 1º edição ao lado de Chico Pinheiro, e aos sábados, o Jornal Hoje.
Em 28 de julho de 2001, Patrícia se casou com Amauri Soares, então diretor de jornalismo da filial em São Paulo.
Em 2002, o marido assumira a direção da Globo Internacional na sucursal em Nova Iorque. Patrícia também fora transferida para a cidade estadunidense, tornou-se correspondente e produziu reportagens especiais para diversos telejornais e programas do canal, principalmente para o Fantástico e o Jornal Nacional. Entrevistou personalidades como Julia Roberts, Tom Hanks, Leonardo DiCaprio, Steven Spielberg e Tom Cruise, acumulando experiência como entrevistadora.
Em 2005, Patrícia, ainda nos Estados Unidos, se desligou da TV Globo e interrompeu sua carreira para fazer um curso de pós-graduação em Cinema na Universidade de Nova Iorque. Atuou em alguns curtas e dirigiu outros.
Retornou ao Brasil em 2006, e para a TV Globo dois anos depois e, em 6 de janeiro de 2008, estreou na apresentação do Fantástico, sucedendo Glória Maria e fazendo dupla com Zeca Camargo. Conduziu no programa entrevistas e quadros.
Em 6 de dezembro de 2011, passou a apresentar a Edição Vespertina do Globo Notícia e passou a integrar a equipe do Jornal Nacional, como apresentadora e editora-executiva, sucedendo Fátima Bernardes. Ancorou o noticiário ao lado de William Bonner durante quase três anos, e cobriu acontecimentos marcantes, como os grandes protestos de junho de 2013, a Copa do Mundo de 2014 no Brasil e a eleição presidencial de 2014. Nas manifestações, chegou a ficar sozinha por quase duas horas narrando os acontecimentos, além de flashes durante a programação que, totalizados, chegaram a quase uma hora. Na Copa, Patrícia acompanhou a Seleção Brasileira por todo o país, e cobriu para o JN o fatídico jogo contra a Alemanha, apresentando o jornal ao lado de Galvão Bueno direto do Estádio do Mineirão.
Em 31 de outubro de 2014, Patrícia deixou a bancada do Jornal Nacional. Mais de um mês antes, a emissora já havia anunciado sua saída, afirmando que a apresentadora ganharia um programa próprio e que o período de quase três anos no telejornal já estaria programado desde a estreia. Na época, circularam na imprensa diferentes versões sobre o que realmente teria acontecido. Ricardo Feltrin, da Folha de S. Paulo, noticiou uma rixa entre o diretor de jornalismo Ali Kamel e Amauri Soares, diretor da Central Globo de Programação e marido de Patrícia. Já Daniel Castro, ex-colunista da Folha, publicou em seu blog no UOL que existia uma desavença entre Poeta e William Bonner - que "nunca teria aceito" a colega de bancada - e que sua situação no telejornal ficou ainda mais fragilizada depois de apresentar um desempenho considerado ruim nas sabatinas com os candidatos à Presidência e ter tentado comprar um apartamento de luxo pertencente a um acusado de corrupção.
A partir de 8 de agosto de 2015, Patrícia assumiu, ao lado de outros artistas, a apresentação do programa de variedades É de Casa. Desde 1º de maio de 2017, também apresenta eventualmente o programa Mais Você, e desde junho de 2018, passou a fazer o mesmo no Encontro com Fátima Bernardes. A partir de 2022, assumiu definitivamente a apresentação do programa Encontro, com Manoel Soares.

## Vida pessoal
Em 28 de julho de 2001, em São Paulo, Patrícia se casou com seu noivo Amauri Soares, então diretor de Jornalismo da filial de São Paulo. O casal teve um único filho, Felipe, que nasceu em 2002, morou em Nova Iorque, depois foi viver no Rio de Janeiro e mora em São Paulo até hoje. Em entrevistas revelou ter tido medo de ter outro filho por ter sofrido violência obstétrica em seu parto: foi tratada com frieza pelos médicos, tendo sido forçada a esperar até as 42 semanas de gestação para ter parto normal e, após diversas tentativas infrutíferas, passando muito mal, foi submetida a uma cesariana de emergência. Ao nascer, o médico pegou o menino com brutalidade e ainda disse que seria mais um cidadão a pagar impostos. Isto tudo abalou a jornalista, que passou bastante tempo com depressão e frustrada por ter medo de uma nova gestação, indo a psicólogos, também por conta disso, por um período de 5 anos a carreira da jornalista apresentou notória estagnação. Atualmente, diz que já aceitou este fato e que é feliz com seu único filho. Em entrevistas revelou que chegou a engravidar sem planejar, poucos anos após o nascimento de seu filho, mas teve uma gravidez ectópica e sofreu um aborto espontâneo, passando a ter dificuldade para engravidar novamente.
Após dezesseis anos de casamento, anunciou o divórcio de seu marido em junho de 2017, sem dar maiores explicações.
De janeiro a agosto de 2018 namorou o médico Fabiano Serfaty. Eles se separaram amigavelmente.
Em 6 de setembro de 2021, Patrícia Poeta precisou passar por uma cirurgia de emergência nas amígdalas.

## Filmografia
| Ano            | Título                          | Função                 | Emissora           |
| -------------- | ------------------------------- | ---------------------- | ------------------ |
| 2000           | Antena Paulista                 | Repórter               | TV Globo São Paulo |
| 2000–02        | Jornal Hoje                     | Apresentadora Eventual | TV Globo           |
| 2001–03        | SPTV - 1ª Edição                | Apresentadora          | TV Globo São Paulo |
| 2007           | Live Earth – Música pela Vida   | Apresentadora          | TV Globo           |
| 2008–11        | Fantástico                      | Apresentadora          | TV Globo           |
| 2009           | Show Elton John                 | Apresentadora          | TV Globo           |
| 2009           | Especial Roberto Carlos 50 Anos | Apresentadora          | TV Globo           |
| 2010           | Nosso Querido Trapalhão         | Apresentadora          | TV Globo           |
| 2011–14        | Globo Notícia                   | Apresentadora          | TV Globo           |
| 2011–14        | Jornal Nacional                 | Apresentadora          | TV Globo           |
| 2013           | Criança Esperança               | Apresentadora          | TV Globo           |
| 2015–22        | É de Casa                       | Apresentadora          | TV Globo           |
| 2017           | Caixa de Costura                | Apresentadora          | GNT                |
| 2017–20        | Mais Você                       | Apresentadora Eventual | TV Globo           |
| 2018–22        | Encontro com Fátima Bernardes   | Apresentadora Eventual | TV Globo           |
| 2021           | Salve-se Quem Puder             | Ela mesma              | TV Globo           |
| 2021           | Especial Marília Mendonça       | Apresentadora          | TV Globo           |
| 2022           | The Masked Singer Brasil        | Jurada convidada       | TV Globo           |
| 2022– presente | Encontro com Patrícia Poeta     | Apresentadora          | TV Globo           |
| 2024           | Vicky e a Musa                  | Ela mesma              | Globoplay          |